# Дактилолабисы
Дактилолабисы (лат. Dactylolabis) — род двукрылых из семейства болотниц.

## Описание
Комары длиной тела до 12 мм. Теменной бугорок на голове отсутствует. Усики у самцов короткие не доходят до места прикрепления крыльев. Переднеспинка слабо разделена на переднюю и заднюю части. На передних ногах одна шпора, на средних и задних — по две. Крылья широкие, иногда с пятнами. Анальный угол крыла хорошо выражен.
Личинки длиной 8-12 (иногда до 14) мм имеют короткое сплющенное дорсовентрально тело. Брюшные сегменты разделены на вторичные сегменты. Голова большая, втянута в грудной отдел. Куколка коричневая длиной 8-10 мм.

## Экология
Встречается в горных местообитаниях: горных лесах и альпийских лугах. Личинки развиваются в трещинах скал, на постоянно смачиваемых водой склонах. В их рацион входят мхи и водоросли. Линочная шкурка покрывает куколку на подобие пупария.

## Классификация
Изначально описан Робертом Романовичем Остен-Сакеном в ранге подрода рода Limnophila. Большинством специалистов род рассматривается в составе монотипического подсемейства Dactylolabidinae или Dactylolabinae. Род насчитывает около 60 видов и его разделяют на четыре подрода: Dactylolabis, Eudactylolabis, Bothrophorus, Coenolabis.

## Распространение
Род имеет голарктическое распространение.